# Lydia Forson
Lydia Forson (24 de octubre de 1984) es una actriz y productora ghanesa. En 2010 obtuvo un galardón en la categoría de mejor actriz protagónica en los Premios de la Academia del Cine Africano.

## Biografía
Lydia nació en Mankessim, Ghana. Recibió su educación básica en la Wilmore Elementary School en Kentucky. Cuando Lydia tenía nueve años, su familia regresó a Ghana, donde continuó sus estudios en la Akosombo International School. Completó su educación secundaria en la St. Louis Secondary School de Kumasi. Más adelante obtuvo un grado en lengua inglesa y estudios informáticos en la Universidad de Ghana.

## Carrera
Su carrera inició con pequeñas apariciones en producciones como Hotel St. James (2005), Run Baby Run (2006) y Different Shades of Blue (2007), y una participación en el programa de telerrealidad The Next Movie Star en Nigeria (2007). Shirley Frimpong-Manso, CEO de Sparrow Productions, había trabajado con Forson previamente en la serie Different Shades of Blue y la integró en el reparto del largometraje Scorned. Este papel la llevó a ganar un galardón en la categoría de mejor actriz protagónica en los Premios de la Academia del Cine Africano.
En 2009 protagonizó el laureado largometraje The Perfect Picture by Shirley Frimpong-Manso. Más adelante protagonizó A Sting in a Tale , Phone Swap y Masquerades.

## Filmografía
- Hotel St. James (2005)
- Run Baby Run (2006)[7]
- Different Shades of Blue (2007)
- The Next Movie Star Reality Show (2007)
- Scorned (2008)
- The Perfect Picture (2009) [8]
- A Sting in a Tale (2009)[9]
- Masquerades (2011)
- Phone Swap (2012)[10]
- Kamara's Tree (2013)
- Scandal (2013)[11]
- A Letter From Adam (2014)[12][13]
- Isoken (2017)[14]
- Keteke (2017)
- Side Chick Gang (2018) [15]